# 国家团结党
国家团结党（西班牙語：Partido País Solidario，缩写为PPS）是巴拉圭的一个政党。该党成立于2000年12月13日。该党的意识形态是民主社会主义、社会民主主义。该党的政治立场是中间偏左至左翼。该党的主席是Carlos Filizzola。该党的总部位于亚松森。该党参加选举联盟瓜苏阵线。该党是圣保罗论坛的成员。